# Dušan Pašek
Dušan Pašek (7. září 1960 Bratislava, Československo – 14. března 1998 Bratislava, Slovensko) byl československý hokejový útočník.
V letech 1982–1988 byl pravidelným účastníkem světových šampionátů, na kterých v letech 1982 a 1983 pomohl vybojovat stříbrné medaile, v roce 1985 získal titul mistra světa a v roce 1987 bronz. Zúčastnil se dvou zimních olympiád, v roce 1984 v Sarajevu byl členem stříbrného mužstva, v roce 1988 v Calgary se československý tým umístil na 6. místě.
Byl tajným spolupracovníkem StB s krycím jménem Hokejista.
Koncem 80. let odešel do NHL, kde hrál za Minnesotu North Stars. Po návratu do Evropy pak působil ve švýcarském Luganu, italském SHC Fassa a finském Kuopiu. Kariéru hráče pak ukončil v roce 1993. Je členem Klubu hokejových střelců deníku Sport.
Po ukončení aktivní hráčské kariéry působil ve Slovanu Bratislava a Slovenském hokejovém svazu jako funkcionář. V prosinci 1997 se stal jeho předsedou a vedl tým Slovenska na hrách v Naganu v roce 1998. Dne 14. března 1998 spáchal sebevraždu. V roce 2007 byl uveden do Síně slávy slovenského hokeje.

## Statistiky reprezentace
| Turnaj             | Místo konání                                     | Z  | G  | A  | B  | Umístění            | Soupisky          |
| ------------------ | ------------------------------------------------ | -- | -- | -- | -- | ------------------- | ----------------- |
| KP 1981            | Severní Amerika                                  | 6  | 0  | 2  | 2  | prohra v semifinále | Soupiska KP 1981  |
| MS 1982            | Finsko (Tampere a Helsinky)                      | 10 | 1  | 2  | 3  | Stříbrná medaile    | Soupiska MS 1982  |
| MS 1983            | Západní Německo (Mnichov, Dortmund a Düsseldorf) | 10 | 3  | 2  | 5  | Stříbrná medaile    | Soupiska MS 1983  |
| ZOH 1984           | Jugoslávie (Sarajevo)                            | 7  | 1  | 3  | 4  | Stříbrná medaile    | Soupiska ZOH 1984 |
| KP 1984            | Severní Amerika                                  | 5  | 0  | 0  | 0  | 5. místo v ZS       | Soupiska KP 1984  |
| MS 1985            | Československo (Praha)                           | 10 | 3  | 3  | 6  | Zlatá medaile       | Soupiska MS 1985  |
| MS 1986            | Sovětský svaz (Moskva)                           | 10 | 4  | 3  | 7  | 5. místo            | Soupiska MS 1986  |
| MS 1987            | Rakousko (Vídeň)                                 | 10 | 6  | 2  | 8  | Bronzová medaile    | Soupiska MS 1987  |
| KP 1987            | Severní Amerika                                  | 6  | 4  | 1  | 5  | prohra v semifinále | Soupiska KP 1987  |
| ZOH 1988           | Kanada (Calgary)                                 | 8  | 6  | 5  | 11 | 6. místo            | Soupiska ZOH 1988 |
| Celkem na MS (5x)  |                                                  | 50 | 17 | 12 | 29 |                     |                   |
| Celkem na ZOH (2x) |                                                  | 15 | 7  | 8  | 15 |                     |                   |